# Eugène Meyer (inventeur)
Pour les articles homonymes, voir Eugène Meyer.
Eugène Meyer était un mécanicien français auquel sont attribuées de nombreuses contributions au développement de la bicyclette. Il dispose d'un brevet pour sa roue à rayons en 1868 et est reconnu comme étant l'inventeur de la première bicyclette à chaîne ainsi que du grand-bi.

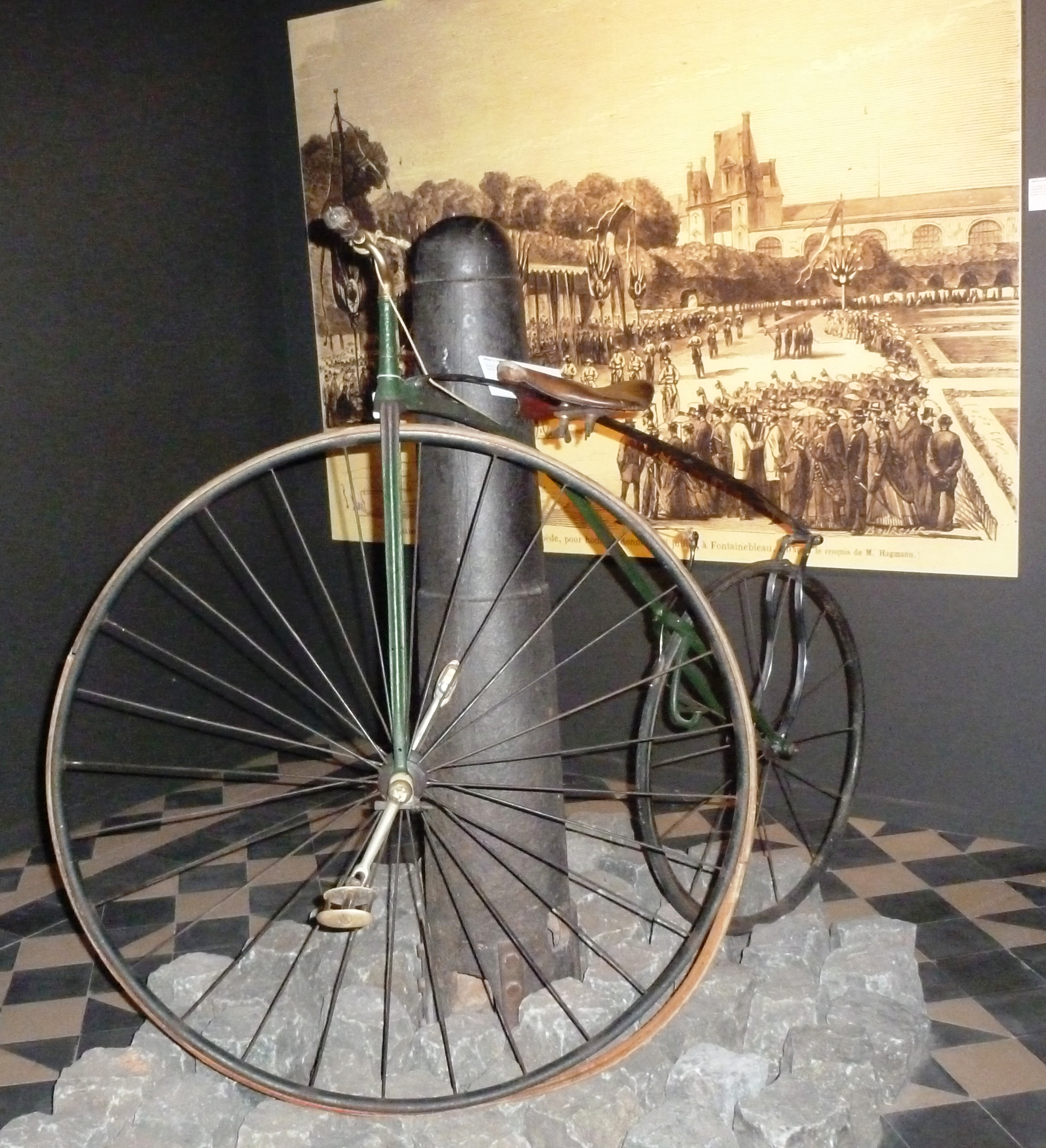
Bicyclette d'Eugène Meyer en exposition au Musée du cyclisme à Roulers (Belgique). Vers 1870.

## Biographie
Meyer est né en Alsace et a vécu à Paris. En 1869, il arriva 10e au Paris-Rouen sur ses propres bicyclettes. James Moore utilisa un vélo Meyer au Midland Counties Championship à Wolverhampton en août 1870, et introduisit ainsi le concept en Angleterre. Il mourut à Brunoy à l'âge de 63 ans.